# Bad Füssing
Bad Füssing è un comune tedesco di 6 648 abitanti, situato nel land della Baviera.